# Geistlich
Geistlich (von althochdeutsch geistlīh, Lehnübersetzung aus lateinisch spiritualis) ist auf den Heiligen Geist (im christlichen Sinn) bezogen; es ist die Übersetzung vom griechischen pneumatikos bzw. lateinischen spiritualis.
In der Alltagssprache heißt geistlich so viel wie fromm, religiös oder in Bezug zur Kirche. Es ist somit zu unterscheiden vom ähnlich klingenden Adjektiv geistig, obwohl beide Adjektive vom gleichen Substantiv abgeleitet werden. Während geistig eher allgemein, im Sinne von den Geist bzw. den Intellekt betreffend verwendet wird, hat geistlich die engere Bedeutung die Gemeinde Gottes betreffend.
In der christlichen Theologie wird geistlich darüber hinaus dafür verwendet, das Leben des Christen unter der erneuernden und heiligenden Kraft des Heiligen Geistes zu beschreiben.
Die unterschiedlichen Bedeutungen von geistlich lassen sich durch folgende Gegensatzpaare veranschaulichen:
1. geistlich – weltlich (auch: profan):
Mit geistlich sind Dinge und Sachverhalte des kirchlichen Bereichs gemeint: z. B. geistliches Amt, geistliches Vermögen, geistliche Musik. (Teil-)Synonyme sind klerikal, ekklesiastisch, monastisch.
2. in der christlichen Theologie: geistlich – fleischlich.
Im Neuen Testament und in weiteren religiösen Texten ist geistlich oft das Gegenteil von fleischlich (wobei fleischlich nicht immer nur den Körper, sondern manchmal auch den ganzen unerlösten Menschen meint).
Beispieltexte (Lutherbibel)
- Matthäus 5,3:

Glückselig sind die Armen im Geist, denn ihrer ist das Himmelreich.
- Matthäus 26,41:

Der Geist ist willig; das Fleisch ist schwach.
- 1. Korinther 2, 11 ff.:

Denn welcher Mensch weiß, was im Menschen ist, als allein der Geist des Menschen, der in ihm ist? So weiß auch niemand, was in Gott ist, als allein der Geist Gottes. Wir aber haben nicht empfangen den Geist der Welt, sondern den Geist aus Gott, dass wir wissen können, was uns von Gott geschenkt ist. Und davon reden wir auch nicht mit Worten, wie sie menschliche Weisheit lehren kann, sondern mit Worten, die der Geist lehrt, und deuten geistliche Dinge für geistliche Menschen. Der natürliche („seelische“) Mensch aber vernimmt nichts vom Geist Gottes; es ist ihm eine Torheit, und er kann es nicht erkennen; denn es muss geistlich beurteilt werden.